# 实习
实习，是学生到企业、政府部门或其他组织等进行实践的一个过程，目的是为以后的工作做好准备。
实习生通常是在校大学生，但是也有一些高中生或者研究生。实习为想要在各自领域获得工作经验的大学生提供了机会，同时也有可能给雇主提供廉价或免费的简单劳动的劳动力，如果在職培訓不必成本。
实习生工作主要目的不是為工资，是為優良簡歷。一些实习生在实习之后可能会留在公司，因为公司认为他们已经经过实习的训练，能够熟练的完成工作。
不好的企業，可能相信實習生可以減少成本，規避勞動法規。近年來，實習制度已經普及化及演變得越來越惡劣，因此越來越多的年輕人在找到正職前必須做白工、而且做白工的時間越來越長：貧窮者根本無法承受許多公司的實習制度，失去以教育改善經濟狀況的機會；就算是較為富裕者，也因為實習缺乏勞動法令的保障、由實習生轉正職的時間拉長，因此長期在得不償失的條件下工作，容易磨耗自信、耐心、甚至因此失去工作及生育意願。許多企業團體內部文件提醒在招募實習生時必須有良好的公關技巧；而珍惜羽毛的企業，會給予實習生較為合理的薪資及勞動條件；也有立法保障實習生的呼籲。
有些實習會給予學分，也有必修學分是實習的情況。實習制度對學校大多有利，可以收取學費，但節省教學費用；對學生則容易有害，若學校沒有替學生把關，實習會加重負擔，但收穫卻少的得不成比例。
若實習生實習後沒有獲得實用技能或職位，公司必須給與合理工資，否則是壓榨勞工的行為，因為這種工作的性質並非實習，而是打工；近來許多雇主給予實習生的工作缺乏訓練價值（例如到生產線工作），又不給予合理薪資及未來職位，變相壓榨。

### 無薪實習
- 企業在使用實習生上，常常不給予薪水或只給少量薪水，在保險上也常常規避勞保、健保等常備支出，造成實習學生的權益受損。[2]

## 外部連結
- 致初次實習的你：四件Intern該知道的事（页面存档备份，存于）